# Reactiesnelheidsconstante
De reactiesnelheidsconstante, met symbool {\displaystyle k} of {\displaystyle k(T)}, is een voor een welbepaalde chemische reactie constante waarde, die een maat is voor de reactiesnelheid ervan. Voor een reactie tussen twee reagentia A en B wordt de reactiesnelheidsvergelijking gegeven door:
{\displaystyle v=k(T)c_{\mathrm {A} }^{\alpha }c_{\mathrm {B} }^{\beta }}
De exponenten {\displaystyle \alpha } en {\displaystyle \beta } zijn de partiële reactieordes en hangen af van het reactiemechanisme. Hun som bepaalt de globale reactieorde. De evenredigheidsfactor {\displaystyle k} is de reactiesnelheidsconstante en is afhankelijk van de temperatuur volgens de vergelijking van Arrhenius:
{\displaystyle k=A\mathrm {e} ^{\frac {-E_{\mathrm {a} }}{RT}}}
Hier is {\displaystyle A} de pre-exponentiële factor (een zogenaamde botsingsfactor) en {\displaystyle E_{\mathrm {a} }} de activeringsenergie van de reactie.

## Eenheid
De SI-eenheid van de reactiesnelheidsconstante is afhankelijk van de reactieorde:
- Voor een nulde-ordereactie is de eenheid mol·l−1·s−1
- Voor een eerste-ordereactie is de eenheid s−1
- Voor een tweede-ordereactie is de eenheid l·mol−1·s−1
- Algemeen kan men stellen dat voor een  n-de-ordereactie de eenheid mol1-n·ln-1·s−1 is